# Ooencyrtus ooii
Ooencyrtus ooii is een vliesvleugelig insect uit de familie Encyrtidae. De wetenschappelijke naam is voor het eerst geldig gepubliceerd in 1991 door Noyes.